# Мугадова, Мариян Велихановна
Мария́н Велиха́новна Муга́дова (род. 12 апреля) — заместитель министра культуры Республики Дагестан — директор Республиканского Дома народного творчества Минкультуры Дагестана, член Совета при Президенте Российской Федерации по культуре и искусству. Заслуженный деятель искусств Российской Федерации (2002).

## Биография
Мария́н Велиха́новна Муга́дова (родилась 12 апреля) — заместитель министра культуры Республики Дагестан — директор Республиканского Дома народного творчества Минкультуры Дагестана, с 2012 по 2018 годы входила в состав Совета по культуре и искусству при Президенте Российской Федерации, является экспертом по народному творчеству, помощником председателя комитета Государственной Думы Федерального Собрания Российской Федерации по культуре Е.А.Ямпольской.
Родилась в г.Махачкале Республики Дагестан. Окончила Краснодарский государственный институт культуры и искусств театральное отделение факультета культурно-просветительской работы. Защитила диссертацию по народному творчеству. Профессиональный руководитель, режиссёр и сценарист, делом всей её жизни является сохранение и развитие традиционной культуры и народного искусства Дагестана во всём его жанровом многообразии.
Марита Мугадова – инициатор, режиссёр-постановщик, художественный руководитель межрегиональных, международных культурных проектов, реализуемых в Дагестане. Среди них фестивали фольклора, традиционной культуры и народного творчества «Горцы» и «Каспий-берега дружбы», проводимые под эгидой ЮНЕСКО; музыкальный фестиваль «Играй, душа», конкурс видеофильмов об этнографии и народных искусствах «Радуга», фестивали детского творчества «Маленькие горцы», премия Правительства Республики Дагестан «Душа Дагестана» за вклад в развитие народного творчества и мн. др. В рамках международных проектов ежегодно проводятся праздники самобытных исполнительских искусств, национального костюма и народных промыслов: «Пой, ашуг», «Поэзия народного костюма», «Пехлеван»; выставочные проекты: «Традиция», «Самородки», «Мое село», фестиваль-ярмарка народных мастеров «Кавказ мастеровой» и др.
Значительной стала деятельность Мугадовой М.В. в сфере традиционной культуры и народного творчества, связанная с сохранением сети клубных учреждений культуры в муниципальных образованиях, созданием новых детских творческих коллективов-спутников фольклорных ансамблей. В Дагестане в 52 муниципальных образованиях функционируют 985 культурно - досуговых учреждений, более 6000 разножанровых любительских творческих коллективов, в том числе и детских; в муниципалитетах проводятся около 50 республиканских художественно-творческих проектов.
Маритой Мугадовой проводится работа по развитию и укреплению межнационального сотрудничества и сохранения добрососедских отношений. Особое внимание уделяется вопросам популяризации народного творчества в Дагестане, России и за рубежом. Около 20 выездов на международные фестивали фольклора в Польшу, Турцию, Китай, Францию, Италию, Португалию, Бельгию, Австрию и другие страны; дни народного творчества Дагестана в Венгрии и Чехии, Испании открыли миру самобытную этнокультуру республики. В 2015 году Марита Мугадова была художественным руководителем фольклорных представлений в программе мероприятий, посвящённых 2000-летию города Дербента в Дагестане, Москве и штаб-квартире ЮНЕСКО в Париже.
Марита Мугадова является председателем Комитета нематериального культурного наследия при Дагестанском отделении Комиссии РФ по делам ЮНЕСКО. С 2012 г. в Дагестане формируется региональный реестр объектов нематериального культурного наследия (ОНКН). В реестре около 20 объектов, в которых даются описания, фотографии и места их локального бытования. Из них 4 объекта: обряды первой борозды в сёлах Дагестана, трудовой обряд в селе Чирката Гумбетовского района, праздник весны «Новруз» в селе Сабнова Дербентского района, обрядовый праздник «Игби» в селе Шаитли Цунтинского района внесены во Всероссийский реестр. Все объекты размещены на сайте РДНТ МК РД.
Будучи членом Дагестанского отделения Союза кинематографистов РФ, М. Мугадова является автором видеопроекта «Наследие», в рамках которого создаются видеофильмы о народных обрядовых праздниках, традициях, свадебных обычаях, людях-носителях культуры. Фильмы выкладываются в Ютубе на канале Республиканского Дома народного творчества. Она автор более 200 телепрограмм, цикла передач о культурном наследии народов Дагестана «Территория культуры», видеофильмов «Дом, в котором я живу», «Чудак из Чукна», «Эхо в горах», «Игби», «Келебская свадьба», «Качу» и многих других, вошедших в «Золотой фонд» культуры республики.
М.Мугадова автор и соавтор более 300 сборников, монографий и других изданий о традиционной культуре народов республики, в том числе 2-томной книги – альбома «Народное творчество Дагестана». Мариян Мугадова — автор, художественный руководитель, режиссёр, сценарист проектов творческих вечеров известных людей — носителей национальной культуры республики, деятелей культуры и искусства. Среди них творческие вечера: фольклориста Джамалудина Муслимова, народной артистки РД Аминат Ибрагимовой, кумыкской поэтессы Джаминат Керимовой, заслуженных работников культуры РД Асли Гадаевой, Джафара Шахшаева, заслуженного артиста РД Ахмеда Ахмедова, народных артисток РД Ларисы Гаджиевой и Джамили Гамзатовой, народного артиста РД Мутая Хадулаева, заслуженной артистки РД Зульфии Ильясовой, журналистки Татьяны Ворониной, композитора Мазагиба Шарипова.
На стихи М.Мугадовой написаны песни, которые исполняются популярными артистами, народными коллективами не только Дагестана, но и российских регионов: «Родина моя», «Махачкала», «Дагестан», «Каспий мой», «Джульетта», «Россия», «Пусть звезды счастье всем несут».
В 2002 г. Марите Мугадовой было присуждено звание заслуженного деятеля искусств РФ; в 2001 и 2009 годах получила гранты Президента РФ для поддержки творческих проектов общенационального значения в области культуры и искусства; является кавалером Ордена Дружбы и нагрудного знака Министерства культуры РФ «За высокие достижения», полученных в 2007 г. В 2008 году М.Мугадова стала лауреатом Государственной премии РФ в области культуры; в 2015 году за подготовку и проведение 2000-летия г.Дербента была награждена благодарностью и именными часами главы Республики Дагестан.
Замужем, имеет двоих сыновей.

## Награды, премии, звания
- 1997 — Заслуженный работник культуры Республики Дагестан[6]
- 2001 — Грант Президента РФ в области культуры для реализации проекта "Ярмарка художественных промыслов и ремесел России и Государств — участников Содружества Независимых Государств «Кавказский базар»[7]
- 2002 — Заслуженный деятель искусств Российской Федерации[8]
- 2002 — Кандидат филологических наук (диссертация на тему: «Традиционный песенный фольклор народов Дагестана»)
- 2007 — Нагрудный знак Министерства культуры РФ «За высокие достижения»[9]
- 2007 — Орден Дружбы[10][11]
- 2008 — Грант Президента РФ в области культуры на создание электронного каталога национального костюма малочисленных народов, проживающих на территории Южного федерального округа[12]
- 2008 — Лауреат Премии Правительства Российской Федерации в области культуры[13][14]
- 2020 — Орден «За заслуги перед Республикой Дагестан»[15]
- 2023 — Почётная грамота Правительства Республики Дагестан[16]
- 2023 — Лауреат Премии Правительства Российской Федерации в области культуры[17]

## Общественная деятельность
- 2006 — член Союза Кинематографистов РФ[18]
- 2006 — член Российского Комитета Национальных Секций Международного Совета организации фестивалей фольклора и традиционного искусства (СIOFF) и международной организации по народному творчеству (IOV)
- 2009 — председатель Комитета нематериального культурного наследия при Дагестанском отделении Комиссии Российской Федерации по делам ЮНЕСКО[19]
- 2010 — председатель Ассоциации Домов (Центров) народного творчества Северо-Кавказского Федерального округа
- 2011 — модератор Круглого стола по вопросам культуры на Всероссийском форуме сельской интеллигенции в Белгородской области с участием премьер-министра В. В. Путина
- 2012 — член Межведомственного совета по присуждению премии Правительства Российской Федерации в области культуры
- 2012 — 2018  — член Совета при Президенте Российской Федерации по культуре и искусству[20]

## Творческая деятельность
- 1993 — автор сценария полнометражного документального фильма «Чудак из Чукна»[21] об известном хореографе и фольклористе Республики Дагестан Джамалудине Муслимове, снятого Североосетинской киностудией.
- 1995 — член жюри Х Международного конкурса программ народного творчества «Радуга» в Калининграде. Среди фильмов, представленных на конкурс «Радуга» из 37 стран, фильм «Чудак из Чукна» стал призером и дважды демонстрировался по центральному телевидению.
- 1996—2006 — инициатор создания, режиссёр, сценарист творческого объединения «Наследие», созданного на Дагестанском ТВ, автор более 200 телепрограмм, цикла передач о культурном наследии народов Дагестана «Территория культуры», видеофильмов: «Дом, в котором я живу», «Чудак из Чукна», «Эхо в горах», «Игби», «Келебская свадьба», «Качу» и многих других, вошедших в «Золотой фонд» культуры республики.
- 1999 — участник Регионального семинара ЮНЕСКО по сохранению фольклора в странах Восточной Европы и Азии в Новгороде[22]
- С 1993 — автор, руководитель ставших традиционными творческих республиканских проектов по жанрам народного творчества, реализуемых по сей день: «Масленица», «Новруз», «Маска», «Семья Дагестана», «Пехлеваны», «Пагъламан», «Играй, душа!», «Пой, ашуг!», «Эхо гор», «Голос гор», «Наследие», «Перепелочка», «Планета детства», «Дети гор», «Золотые звездочки Кавказа», «Песни и танцы моего народа», «Радуга» и мн. др.

Мариян Мугадова — автор, художественный руководитель, режиссёр, сценарист проектов творческих вечеров известных людей — носителей национальной культуры республики, деятелей культуры и искусства. Среди них творческие вечера: фольклориста Джамалудина Муслимова, народной артистки РД Аминат Ибрагимовой, кумыкской поэтессы Джаминат Керимовой, заслуженных работников культуры РД Асли Гадаевой, Джафара Шахшаева, заслуженного артиста РД Ахмеда Ахмедова, народных артисток РД Ларисы Гаджиевой и Джамили Гамзатовой, заслуженной артистки РД Зульфии Ильясовой, журналистки Татьяны Ворониной, композитора Мазагиба Шарипова, народного артиста РД Мутая Хадулаева.
М.Мугадова — инициатор, режиссёр-постановщик, художественный руководитель межрегиональных, международных культурных проектов, реализуемых в Дагестане:
- 2004 — Международный фестиваль ногайской традиционной культуры «Ногай Эл»
- С 2007 года — Фестиваль национального костюма «Поэзия народного костюма»[23][24]
- 2011 — в рамках фестиваля «Поэзия народного костюма» прошел региональный этап Международного конкурса молодых дизайнеров и модельеров «Русский силуэт»
- 2004, 2006, 2008, 2010, 2012 — Международный фестиваль фольклора и традиционной культуры «Горцы»[25]
- 2011, 2013 — Международный фестиваль народного творчества российских регионов и прикаспийских стран «Каспий — берега дружбы»[26]

На её стихи написаны песни, которые исполняются популярными артистами, народными коллективами не только Дагестана, но и российских регионов: «Родина моя» — заслуженный артист РФ Тагир Курачев (автор музыки); «Махачкала», «Дагестан», «Каспий мой» — заслуженный артист РД Мурад Магомедов (автор музыки), «Джульетта» — народная артистка РД Джамиля Гамзатова (автор музыки); «Россия» — Ахмед Шахназаров (автор музыки); «Пусть звезды счастье всем несут» — народная артистка РД Лариса Гаджиева.

## Международное культурное сотрудничество
Участие в качестве руководителя творческих делегаций Дагестана и организация выездов фольклорных коллективов республики на международные фестивали:
- 1989, 2009 — Испания (группа канатоходцев «Гунар» Магарамкентского района и сводный ансамбль «Наследие», в составе артистов Гергебильского района и Буйнакска)
- 1995, 2005, 2006, 2012 — Польша (сводный коллектив из Новолакского, Кулинского, Лакского, Акушинского районов; фольклорный ансамбль «Леваши», фольклорный ансамбль «Унцукуль», хореографические ансамбли «Темирхан-Шура» Буйнакского района и «Атлан» города Буйнакска)
- 1997 — Франция (фольклорный ансамбль «Акуша»)
- 1998 — Бельгия (фольклорный ансамбль «Хебда» Шамильского района)
- 2002, 2010, 2011 гг. — Италия (фольклорный ансамбль «Леваши», фольклорный ансамбль «Тлярата», хореографический ансамбль «Эхо гор» города Хасавюрта)
- 2003 — Португалия (фольклорный ансамбль «Леваши»)
- 2008 — Турция (хореографический ансамбль «Дербент» города Дербента, хореографический ансамбль «Темирхан-Шура» Буйнакского района)
- 2012 — Венгрия (хореографический ансамбль «Эхо гор» города Хасавюрта)

- 2013 — Франция (Муниципальный хореографический ансамбль «Эхо гор» РДНТ и г.Хасавюрта)

- 2015 — Франция (Этнографическая группа ансамблей: «Эхо гор», Акуша», «Ботлих», «Бартукъ», ашуг А.Магомедов)
- 2016 — Венгрия (Сводный фольклорный ансамбль «Дагестан» («Эхо гор» и «Леваши»))
- 2017 — Чехия (Хореографический ансамбль «Эхо гор» РДНТ и г.Хасавюрт)
- 2018 — Испания, Португалия (Хореографический ансамбль «Эхо гор» РДНТ и г.Хасавюрт)
- 2019 — Франция (Хореографический ансамбль «Эхо гор» РДНТ и г.Хасавюрт)
- 2020 — Сарагоса, Испания (дистанционно) (Хореографический ансамбль «Эхо гор» РДНТ и г.Хасавюрт)
- 2020 — Пенджабад, Индия (дистанционно) (Хореографический ансамбль «Эхо гор» РДНТ и г.Хасавюрт)

## Публикации
- Книга «Народное творчество Дагестана», Махачкала, издательский дом «Эпоха», 2012[27][28]
- С 2003 года — автор и ответственный редактор более 130 сборников, более 300 публикаций в республиканской и всероссийской прессе, в журналах «Бизнес-Успех», «Народы Дагестана», Ассоциации «Северный Кавказ», ЮФО «100 наций», «Возрождение», «Kavkaz Air», Всероссийском журнале «Клуб» и других
- Автор поэтического сборника «Отражение».
- Автор ряда научных статей, материалов конференций:
  - «Проблемы сохранения и развития дагестанских национальных музыкальных инструментов», Материалы научно-практической конференции ДНЦ РАН, Махачкала, ноябрь, 2006
  - «Проблемы сохранения и развития Дагестанских национальных инструментов», сборник материалов Государственного Российского Дома народного творчества (ГРДНТ) «Национальные инструменты народов России», Москва, 2007
  - «Духовное культурное наследие и фольклорное искусство в современных условиях»
  - «Патриотизм и героизм в традиционной культуре народов Дагестана», 2007
  - «Актуальные проблемы культурно-досуговой деятельности в реализации приоритетных направлений региональной государственной политики»
  - «Фольклор — культурная память человечества» № 1, «Народы Дагестана», Махачкала, 2008[29]
  - «Нематериальное культурное наследие и фольклорное искусство Дагестана в современных условиях», Конгресс фольклористов, г. Москва, 2009
  - «Традиционные обрядовые праздники как конструктивное решение в консолидации сельской общины» Международная научная конференция «Типология взаимосвязи и национальная специфика фольклора народов Дагестана и Северного Кавказа», Институт языка, литературы и искусства ДНЦ РАН, г. Махачкала, октябрь 2010
  - «Использование традиционной национальной культуры в современных формах работы на примере международного фестиваля фольклора и традиционной культуры „Горцы“ в Дагестане», Материалы всероссийской конференции ГРДНТ, Москва, 2010
  - «Национальная культурная идентичность — фактор преемственности лучших традиций и единства народов» Материалы межрегиональной конференции, Грозный, 2011
  - «Многонациональное культурное единство России — ресурс государственной безопасности»
  - Выступление на заседании Совета по культуре и искусству при Президенте РФ, Москва, 2012